# Alejandrina Le Normant d'Étiolles
Alejandrina Le Normant d'Étiolles, (10 de agosto de 1744 - París, 25 de junio de 1754), hija de la famosa cortesana francesa y amante más célebre del rey Luis XV de Francia, Madame de Pompadour y de su esposo Carlos Guillermo Le Normant d'Étiolles. Nació antes de que su madre iniciara relaciones con el soberano.

## Primeros años
Alejandrina fue la segunda hija y única mujer de Carlos Guillermo Le Normant d'Étiolles y de su esposa Juana Antonia Poisson, conocida como Madame de Pompadour, que todavía no era la amante del rey Luis XV de Francia en el nacimiento de su hija. Fue apodada cariñosamente "Fanfan" por su familia, y se sabe que fue muy delgada a lo largo de su corta vida, pero aun así era sana. 
En 1745, cuando tenía apenas un año, su madre se convirtió en la amante oficial de Luis XV. Este a su vez, separó legalmente a sus padres y se convirtió en su padrastro por el resto de su vida, considerándola como su propia hija. Se mudó al Palacio de Versalles y fue muy querida por varios miembros de la corte. Fue educada a semejanza de las princesas reales, y a la edad de seis años fue puesta en el Convento de la Asunción, donde las hijas de la alta nobleza eran educadas. Era considerada hermosa con cabello rubio y grandes ojos azules, además de heredar el encanto y humor de su madre.

## Compromiso
Su ambiciosa madre venía regularmente a recogerla y llevarla a la Corte para mostrarla, considerando pronto la posibilidad de casarla con algún príncipe o cortesano.
Su madre quería casarla con uno de los numerosos hijos bastardos de Luis XV, Carlos Emanuel de Vintimille, pero ante su reticencia, se resignó a prometerla a la edad de ocho años con Luis José de Albert de Ailly, duque de Picquigny, descendiente de una familia de la ilustre casa de Luynes. Con quien debería casarse apenas cumpliera trece años.

## Muerte
El 4 de junio de 1754, Alejandrina enferma repentinamente en el Convento de la Asunción y su padre Carlos Guillermo corrió a su lado, pero su madre, que estaba en Versalles, no pudo ir. Al enterarse de su enfermedad, Luis XV envió a dos de sus propios médicos a su lado, pero la niña ya había muerto de la peritonitis aguda producida por una apendicitis cuando ellos llegaron. Aún no tenía diez años.
Su abuelo, Francisco Poisson, que amaba entrañablemente a Alejandrina, murió once días más tarde, devastado por la muerte de su querida nieta. Su madre tampoco se repuso nunca de la pérdida de su única hija y de su padre a los pocos días, aunque intento reanudar su vida para agradar al rey.